# Pseudochesias neddaria
Pseudochesias neddaria är en fjärilsart som beskrevs av Swinhoe 1904. Pseudochesias neddaria ingår i släktet Pseudochesias och familjen mätare. Inga underarter finns listade i Catalogue of Life.